# Éducation relative à l'environnement
Éducation relative à l’environnement : Regards - Recherches - Réflexions est une revue scientifique numérique et francophone, à comité de lecture, qui publie des articles en accès ouvert dans le domaine des sciences de l'éducation en lien avec l’environnement.

## Description
Cette revue de recherche en éducation relative à l’environnement, est éditée par un comité de lecture. Son comité scientifique est composé de chercheurs reconnus pour leur expertise dans le champ de l'éducation relative à l'environnement,,.

## Histoire
La revue est créée par Lucie Sauvé et Louis Goffin, dans la foulée du Forum francophone international Planèt’ERE qui a réuni à Montréal, en 1997, plus de 700 acteurs de l’éducation relative à l’environnement en francophonie. Les premiers numéros de la revue s’inscrivent dans un partenariat international entre la Fondation universitaire luxembourgeoise (Belgique), la chaire de recherche du Canada en éducation relative à l’environnement de l’Université du Québec à Montréal, l’Institut de formation et de recherche en éducation à l’environnement (France) et l’Institut du Sahel (Mali),.
En 2020, la revue obtient un prix d’excellence du Réseau canadien d'éducation et de communication relatives à l'environnement (EECOM), le seul réseau national bilingue d’éducation et de communication en matière d’environnement au Canada.

## Indexation de la revue
La revue Éducation relative à l’environnement est indexée par le réseau Mir@bel ainsi que par le portail consacré à l’enseignement supérieur et à la recherche en développement durable. Elle est également référencée dans diverses bases de données académiques, ce qui facilite son accès aux chercheurs et aux enseignants spécialisés dans le domaine.
Depuis 2017, la revue est disponible sur le portail OpenEdition Journals, offrant un accès libre à de nombreux articles. Les derniers numéros sont également accessibles via le portail Érudit, qui regroupe des publications scientifiques francophones. Ces plateformes permettent une diffusion plus large des travaux de recherche sur l’éducation relative à l’environnement et favorisent leur consultation par un public international.

## Comité de direction
- Lucie Sauvé, cofondatrice et directrice de la revue et du Centr’ERE
- Barbara Bader, Université Laval, Québec, Canada
- Laurence Brière, Université du Québec à Montréal, Canada
- Yves Girault, Muséum national d'histoire naturelle, France
- Stéphanie Guiné et Jacques Tapin, Institut de formation et de recherche en éducation à l’environnement, France
- Christine Partoune, Université de Liège, Belgique
- Étienne van Steenberghe, Université du Québec à Montréal, Canada, rédacteur en chef

## Numéros thématiques parus
1. Bilans, enjeux et perspectives de la recherche en éducation relative à l'environnement
2. L'évaluation en éducation relative à l'environnement
3. Le partenariat en éducation relative à l'environnement
4. Environnements, cultures et développements
5. Cultures et territoires : ancrages pour une éducation relative à l'environnement
6. Éducation à l'environnement et institution scolaire
7. La dimension critique de l'éducation relative à l'environnement
8. Éthique et éducation à l'environnement
9. La dimension politique de l'éducation relative à l'environnement
10. Habiter : l'ancrage territorial comme support d'éducation à l'environnement
11. Rapports aux savoirs, éducation relative à l’environnement et au développement durable
12. Identités et engagements : Enjeux pour l’éducation relative à l’environnement
13. Entre deux mondes, la recherche associative en éducation à l'environnement
14. Arts et éducation relative à l'environnement
15. L’éducation à l’environnement au sein des aires protégées et des musées
16. L'éducation relative à l'environnement auprès des adultes
17. L'éducation relative au changement climatique